# Portada/article desembre 30

## Mark Twain
Samuel Langhorne Clemens (30 de novembre 1835, Florida, Missouri, EUA -21 d'abril 1910, Redding, Connecticut, EUA), més conegut pel seu pseudònim Mark Twain, va ser un escriptor i humorista estatunidenc. Destacà per les seves novel·les Les aventures de Huckleberry Finn (1885), considerada sovint com "La gran novel·la americana", i Les aventures de Tom Sawyer (1876). Twain fou un personatge molt conegut a la seva època, i va ser amic de presidents, artistes, grans empresaris, i membres de la reialesa europea.